# Айвор Полсдотир
Айвор Полсдотир (на фарьорски: Eivør Pálsdóttir) е музикантка (певица, китаристка, композиторка, авторка на песни) от Фарьорските острови.
Родена е в село Сиругьота, Фарьорски острови на 21 юли 1983 г. Има отчетлив глас и широк спектър от интереси в различни музикални жанрове, простиращи се от рок, джаз, фолк и поп до европейска класическа музика.
Много от песните ѝ са на фарьорски език, някои от тях са на исландски, а най-новите са предимно на английски.

## Дискография
- 2000 – Eivør Pálsdóttir[1]
- 2003 – Krákan
- 2004 – Eivør (с Биллом Борном)
- 2005 – Trøllabundin (с Danish Radio Big Band)
- 2007 – Human Child
- 2007 – Mannabarn
- 2009 – Eivör Live
- 2010 – Undo your mind EP
- 2010 – Larva
- 2013 – Room
- 2015 – Bridges
- 2015 – Slør
- 2020 – Segl
- 2024 – Enn